# São jorge (fromage)
Le são jorge, ou queijo São Jorge en portugais ou parfois queijo da Ilha (littéralement fromage de l'île), est un fromage portugais, à base de lait de vache, originaire de l'île de São Jorge dans l'archipel des Açores. Depuis 1996, la dénomination queijo São Jorge est protégée par une appellation d'origine protégée.

## Histoire
C'est l'un des fromages régionaux les plus réputés, dont la production a commencé au moins au siècle dernier. Il est l’héritage des premiers colons flamands qui s’installèrent dans l’île au XVe siècle. Il est assez proche des fromages vieux hollande ou derby anglais.

## Caractéristiques
De consistance ferme, il est à pâte dure, ou semi-dure parsemée de petits yeux, de couleur jaune paille et friable. Il mesure 20 à 30 cm de diamètre pour 10 cm d’épaisseur et son poids est de 4 kg à 7 kg. Il est en vente dans tout le Portugal. Ce fromage a un goût proche du Vieux présent ou du Vieux hollande. C'est un fromage qui se caractérise par sa teneur en bouche.